# Lara Flynn Boyle
Pour les articles homonymes, voir Boyle et Flynn.
Lara Flynn Boyle, est une actrice américaine née le 24 mars 1970 à Davenport, dans l'Iowa.

## Biographie

### Enfance
La mère de Lara Flynn Boyle, l'actrice Sally Boyle (qui a aussi joué dans un film de David Lynch), assez pauvre, doit faire front en cumulant trois emplois simultanés tout en élevant sa fille, ce qui développe un lien très fort entre elles, qui les unit encore aujourd'hui. Durant son enfance, Lara a aussi des difficultés avec l'apprentissage de la lecture, peut-être dues à une certaine dyslexie.

### Carrière
Lara Flynn Boyle est surtout connue pour avoir joué dans les séries Twin Peaks, The Practice : Bobby Donnell et Associés et, au cinéma, dans Wayne's World (1992), dans le rôle de Stacy,   dans Red Rock West (1992), aux côtés de Nicolas Cage et de Dennis Hopper, dans Deux garçons, une fille, trois possibilités (1994), dans le rôle d'Alex, dans Happiness (1998) dans le rôle de Helen Jordan et dans celui de Serleena, l'extraterrestre top-model du film Men in Black 2 (2002).

### Vie privée
Son prénom provient du personnage de Julie Christie dans le film Le Docteur Jivago.
Lara Flynn Boyle se marie à John Patrick Dee III le 11 août 1996 ; elle divorce en 1998. De 1999 à 2001, elle est l'amie intime de l'acteur Jack Nicholson. Elle a aussi eu une relation avec l'acteur Kyle MacLachlan, son partenaire dans la série Twin Peaks.
En 2012, elle pratique plusieurs opérations de chirurgie esthétique qui suscitent de nombreuses réactions de la part du grand public.

## Filmographie

### Cinéma

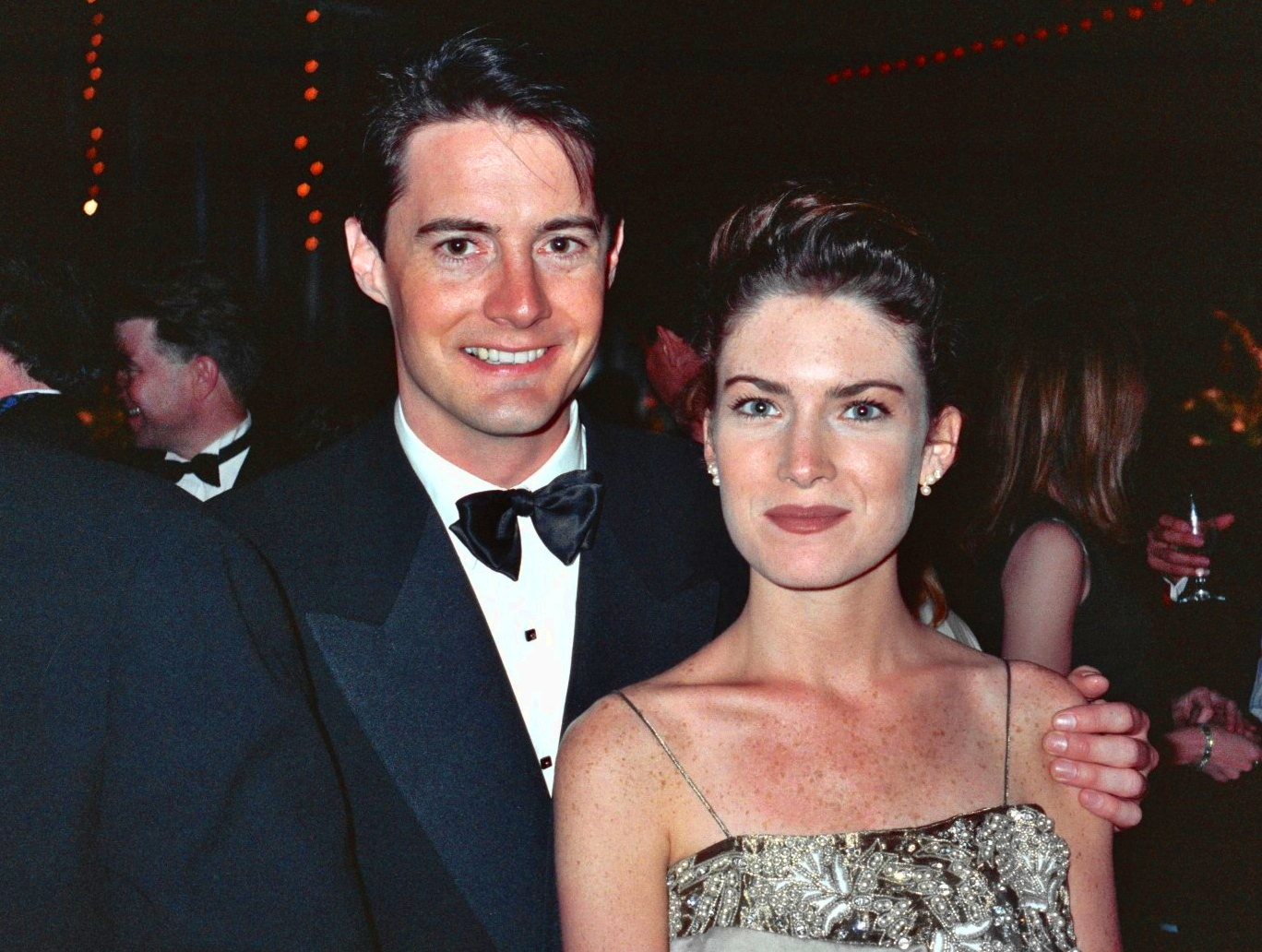
Lara Flynn Boyle, en compagnie de Kyle MacLachlan, lors de la cérémonie des Emmy Awards en 1990.

- 1988 : Poltergeist 3 de Gary Sherman : Donna Gardner
- 1989 : Comment devenir beau, riche et célèbre (How I Got Into College) de Savage Steve Holland : Jessica Kailo
- 1989 : Le Cercle des poètes disparus (Dead Poets Society) de Peter Weir : Ginny Danburry
- 1990 : La Relève (The Rookie) de Clint Eastwood avec Charlie Sheen : Sarah
- 1991 : Les Indomptés (Mobsters) de Michael Karbelnikoff : Mara Motes
- 1991 : À plein tube ! (The Dark Backward) de Adam Rifkin : Rosarita
- 1991 : Eye of the Storm de Yuri Zeltser : Sandra Gladstone
- 1991 : May Wine de Carol Wiseman : Cammie
- 1992 : Red Rock West de John Dahl avec Nicolas Cage : Suzanne Brown/Ann McCord
- 1992 : Wayne's World de Penelope Spheeris avec Mike Myers et Rob Lowe : Stacy
- 1992 : Break Out (Where the Day Takes You) de Marc Rocco : Heather
- 1992 : Equinox de Alan Rudolph : Beverly Franks
- 1993 : Meurtre par intérim (The Temp) de Tom Holland : Kris Bolin
- 1994 : Deux garçons, une fille, trois possibilités (Threesome) de Andrew Fleming : Alex
- 1994 : Bébé part en vadrouille (Baby's Day Out) : Laraine Cotwell
- 1994 : Aux bons soins du docteur Kellogg (The Road to Wellville) de Alan Parker : Ida Muntz
- 1995 : Cafe Society : Patricia Ward
- 1996 : The Big Squeeze : Tanya Mulhill
- 1997 : Red Meat de Allison Burnett (en) : Ruth
- 1997 : Farmer & Chase : Hillary
- 1997 : L'Amour... et après (Afterglow) d'Alan Rudolph : Marianne Byron
- 1998 : Happiness de Todd Solondz : Helen Jordan
- 1998 : Susan a un plan (Susan's Plan) de John Landis : Betty Johnson
- 2000 : Chain of Fools (en) : Karen
- 2001 : Speaking of Sex : Dr. Emily Paige
- 2002 : Men in Black 2 de Barry Sonnenfeld : Serleena
- 2006 : Coups d'État (Land of the Blind) : la First Lady
- 2009 : Un bébé à bord : Mary
- 2009 : Life Is Hot in Cracktown
- 2010 : Cougar Hunting : Kathy

### Télévision

#### Séries télévisées
- 1987 : Amerika (mini-série, partie 2 à 7) : Jacqueline 'Jessie' Bradford
- 1987 : Sable (saison 1, épisode 1 : Toy Gun) : Melanie Waterston
- 1990 : Twin Peaks (30 épisodes) : Donna Hayward
- 1991 : The Hidden Room (saison 1, épisode 2 : Splinters of Privacy) : Nicole
- 1995 : Legend (saison 1, épisode 12 : Skeletons in the Closet) : Theresa Dunleavy
- 1997 - 2003 : The Practice : Bobby Donnell et Associés : l'assistante du procureur Helen Gamble
- 1998 : Ally McBeal (saison 2, épisode 10 : La Licorne) : Helen Gamble (crossover entre The Practice et Ally McBeal)
- 2002 : Ally McBeal (saison 5, épisode 18 : Bigamie) : Tally Cupp
- 2006 : Las Vegas (saison 3)(8 épisodes) : Monica Mancuso
- 2003 : Punk'd : Stars piégées (épisode 2.4) : elle-même
- 2004 : Huff (5 épisodes) : Melody Coatar
- 2008 : New York, police judiciaire (Saison 18 épisode 12 : Meurtres et Vieilles Bouteilles) : Dawn Talley

#### Téléfilms
- 1989 : Terreur sur l'autoroute (Terror on Highway 91) de Jerry Jameson : Laura Taggart
- 1989 : The Preppie Murder (en) de John Herzfeld : Jennifer Levin
- 1990 : Les belles Américaines de Carol Wiseman : Cammie
- 1994 : Past Tense : Tory Bass/Sabrina James
- 1994 : Jacob : Rachel
- 1998 : Since You've Been Gone (10 ans plus tard) de David Schwimmer: Grace Williams
- 2014 : Disparitions suspectes : Myriam